# いつか、重なりあう未来へ
『いつか、重なりあう未来へ』（いつか かさなりあうあしたへ）は、1999年8月26日にソニー・ミュージックエンタテインメントより発売されたPlayStation用恋愛シミュレーションゲーム。製作総指揮はおたっきぃ佐々木（元文化放送A&Gゾーンディレクター）。
男性主人公の『シロウ篇』と、女性主人公の『サユリ篇』が同時発売された。シリーズ名は、ヴェクトライダーズシリーズ。

## 概要
男女兼用恋愛ゲームの一つ。仲間たちとの交流や訓練を通して自らの能力を高め、敵との「決戦の日」までにヒーロー・ヒロインにふさわしい人物になることを目的とする。また、機動兵器「ヴェクトライド」の能力はパイロット3人の協調度（レゾナンス）に大きく左右されることから、パートナー選びも重要となる。主人公の能力や、誰が恋人になるかによってストーリーが分岐し、エンディング数は数十に及ぶ。
1998年2月28日に制作発表を行い、同年10月より文化放送でラジオ番組の放送が開始された。発売予定は当初の1999年春から同年7月に延期され、最終的な発売日は8月26日となった。

## ストーリー
異星種族の攻撃にさらされる2048年の地球。セントネーブル島にある連邦戦術士官学校「UNIT」に入学した主人公は、仲間たちとの友好を深めながらパイロットに必要な技術と知識を身に付けていく。

## 登場人物

### 主人公
シロウ・アイザワ （相沢志狼）
声 - 陶山章央
誕生日：2033年7月25日、身長：182cm、体重：65.5kg、年齢：15歳
「シロウ篇」の主人公。幼少時にESSARの攻撃で家族を失い、インドの孤児院で育つ。育ての親であるカーリダーサ博士に恩返しするため、高給取りのヴェクトライダーを志す。
サユリ・クオンジ （久遠寺白百合）
声 - 笠井律子
誕生日：2033年12月3日、身長：168cm、体重：??kg、年齢：15歳
「サユリ篇」の主人公。世界的な複合企業体・クオンジグループの社長令嬢。武器商人で過干渉な父への反発心から軍へ入隊する。

### パートナー
アスール・トレローニ （Azzul Torleoni）
声 - 森久保祥太郎
誕生日：2033年8月27日、身長：180cm、体重：62kg、年齢：15歳
社交的で明るい性格の少年。純真で感情的なところもある。ロック音楽を好む。イタリア出身。
ラン・プライマリー （Rang Primary）
声 - 伊勢久美子
誕生日：2033年7月19日、身長：164cm、体重：??kg、年齢：15歳
明るく活動的な少女。機体搭乗用インナースーツに上着を羽織った姿で過ごしている。星を見るのが好きというロマンチストな面も持つ。オーストラリア出身。
レッド・スライリー （Red Thrally）
声 - 山崎たくみ
誕生日：2033年5月18日、身長：185cm、体重：68.5kg、年齢：15歳
卓越した運動能力を持つ少年。血の気が多く、女性のこととなると精神的にブレーキが効かなくなる。アメリカ出身。
ルージュ・ヴァンスタージュ （Rouge Vinstage）
声 - 田中敦子
誕生日：2032年4月10日、身長：170cm、体重：45kg、年齢：16歳
優れた射撃の腕を持つ姉御肌の少女。うわさ好きで、恋愛絡みの話には必ず首を突っ込んでくる。実は寂しがり屋。フランス出身。
オーク・アズラーウェル （Oak Azzrael）
声 - 南央美
誕生日：2036年5月28日、身長：155cm、体重：52kg、年齢：12歳
飛び級（スキップ）でUNITに入学した、カメラといたずらが好きな少年。ファンの双子の弟。意外に古風な恋愛観を持つ。スウェーデン出身。
ファン・アズラーウェル （Farne Azzrael）
声 - 南央美
誕生日：2036年5月28日、身長：154.5cm、体重：??kg、年齢：12歳
オークの双子の姉。文学少女であり、時々弟と入れ替わるいたずらを愉しむ。なお、2人は眼鏡のフレームで判別可能。
ヴェール・ミハイロヴナ （Veer Mikhailobna）
声 - 永野愛
誕生日：2036年2月11日、身長：152.5cm、体重：48kg、年齢：12歳
スキップ入学してきた心優しい少年。大学を優秀な成績で卒業している。幼い頃に宇宙での戦闘で兄を失っており、兄に似ているシロウを慕う。ロシア出身。
リュイ・ソウ （Ryeuie Sou）
声 - 水橋かおり
誕生日：2036年11月20日、身長：148cm、体重：??kg、年齢：12歳
優れたメカ操縦の腕を持つ天才少女。スキップ入学。人付き合いはかなり苦手で、能力の低い相手を見下す癖がある。身長の低さがコンプレックス。香港出身。
ブラウ・マイスター （Blau Meister）
声 - 結城比呂（現・優希比呂）
欠員補充として機動技術科に転入して来た少年。
セイ・トカーナ （Ssei Tkkana）
声 - 川澄綾子
欠員補充として機動技術科に転入して来た少女。

### その他の登場人物
サーク・バージェス （Xak Burgess）
声 - 岩田光央
作戦技術科の2回生。身体上の理由からパイロットをあきらめ、オペレーターを目指す。
ファミーユ・エンフォース （Phamu Enforce）
声 - 桑島法子
作戦技術科の3回生。オペレーションやアナウンスを担当することが多い。
キム・レイリアン （Kim Rayrien）
声 - 愛河里花子
クァッドライド・ハンガー担当の整備士。口が悪い。
アシッド・ガーニィ （Acid Gurnie）
声 - 千葉進歩
ダイヴライド・ハンガー担当の整備士。
コールマン・メイカー3世 （Coleman Maker 3rd）
声 - 井上和彦
看護師。いつもカフェテラスで酒を飲んでいる。
ガブリエラ・ファイファー （Gabriella Pfeffer）
声 - 秋田まどか
看護師。酒浸りのコールマンに代わって、医務室での看護を担当する。
カール・シュタイフ （Karl Steif）
声 - 堀川仁
アヴィオライド専任教官。
エアゾルバ・ガーランド （Airzolver Garland）
声 - 菅原正志
クアッドライド専任教官。風紀指導員を兼ねているが、上半身は筋骨隆々とした肉体にネクタイのみという格好である。
エイプリル・ビリージーン （April Viridian）
声 - 吉岡久仁子
ダイヴライド専任教官。
オポ （Opo）
声 - 浅川悠
イルカの教官。インターフェイスを介して会話が可能。
カラミティ・フォーセット （Calamity Fawcett）
声 - 長沢美樹
PX（売店）の店員。
ヴィオレ （Violet）　
声 - 榎本温子
ナビゲーションシステム内で案内役を務める擬似人格。
デヴィ・カーリダーサ
ニューデリーで孤児院を運営する、シロウの育ての親。物理学者でもある。
ラグランジュ・ローズ
ラジオ番組『Somewhere in Time』のパーソナリティを務める、正体不明の人物。

## 用語解説
ESSAR
Extra Sol-System Alien Race（太陽系外異星種族）の略。読みはイザー。
1999年より微かに存在を匂わせ、2032年に人類と初接触した。正体・目的は一切不明で、木星を拠点として地球を攻撃する。
ヴェクトライド （Vectride）
対ESSAR用に開発された兵器の総称。通称「ボトムトップ（Bottom Top）」と呼ばれる。パイロットは3人1組で搭乗する。
トップフォース
「ボトムトップ」共通のコクピットであり、それ自体が戦闘機でもある。
クアッドライド
四脚歩行型の戦車。
ダイヴライド
水中戦闘専用の機体。
アヴィオライド
戦闘機。高速飛行型の「ヴェクターモード」、広範囲活動型の「ライドモード」の選択が可能。
マニューヴァライド
宇宙戦闘専用の機体。
ドラゴンライド
物語終盤に登場する龍の姿をしたメカ。ESSARの技術が使用されている。
ヴェクトライダー （Vectrider）
ヴェクトライド（ボトムトップ）のパイロットの総称。
UFN
United Federal Nations（国際統一連邦）の略。ESSARに対抗するため2029年に設立された。
UNIT （UFN Named Institute of Tacics）
ヴェクトライダーとその運用システム・スタッフを訓練および育成するための機関。2042年に設立された。

## スタッフ
- シナリオ
  - 上川畑博、田中一寿、堤剛、細口裕高、
  - 海老名玲子、山本佳保里、小川直人
- キャラクターデザイン - スタジオ・ウィズ（きむらひでふみ、此路あゆみ）
- アニメーション
  - オープニング演出・作画 - 西村博之
  - イベント原画 - 西村博之 他
  - 版権イラスト - 川元利浩
- 監督 - 天野裕充
- 製作総指揮 - おたっきぃ佐々木

## 主題歌
オープニングテーマ 「いつか重なりあう未来へ」
作詞 - 佐々木伸 / 作曲 - 松原みき / 編曲 - 見良津健雄 / 歌 - Skr@tch（岩井由希江・渡邉由紀・石井瞳）
エンディングテーマ 「Process」
作詞・作曲 - 尾崎亜美 / 編曲 - 見良津健雄 / 歌 - Skr@tch

## ラジオ
1998年10月から1999年4月まで、文化放送（毎週日曜日 22時00分 - 22時30分）にて『ヴェクトライダーズRadio Someday…』が放送された。パーソナリティは長沢美樹（カラミティ・フォーセット役）と榎本温子（ヴィオレ役）。ゲームの発売が1999年春から同年7月（最終的には8月末）へ延期されたことにより番組内ではほとんど情報提供ができず、1999年5月と8月に特別番組が放送された。特別番組はいずれも生放送で、パーソナリティにおたっきぃ佐々木が加わった。
ヴェクトライダーズRadio Coming Soon
放送局 - 文化放送
放送日時 - 1999年5月2日 26時00分 - 28時00分
ゲスト - Skr@tch （岩井由希江・渡邉由紀・石井瞳）
ヴェクトライダーズRadio START LINE
放送局 - 文化放送、ラジオ関西
放送日時 - 1999年8月15日 26時00分 - 29時00分
ゲスト - Skr@tch、森久保祥太郎（アスール・トレローニ役）
さらに1999年8月28日には、佐々木と榎本がパーソナリティを務める『超機動放送アニゲマスター』で「ヴェクトライダーズRadio NOW ON SALE！」と題した特集が組まれた。長沢もゲストで出演。
| 文化放送 日曜 22:00 - 22:30枠                                 | 文化放送 日曜 22:00 - 22:30枠                                       | 文化放送 日曜 22:00 - 22:30枠                                |
| 前番組                                                        | 番組名                                                              | 次番組                                                       |
| ------------------------------------------------------------- | ------------------------------------------------------------------- | ------------------------------------------------------------ |
| 平松・三重野のミラクル山脈II （1998年4月12日〜1998年10月4日） | ヴェクトライダーズRadio Someday... （1998年10月11日〜1999年4月4日） | 智一・美樹のラジオビッグバン （1999年4月11日〜2000年4月2日） |

## イベント
制作発表会
1998年2月28日に秋葉原・廣瀬本社ビル1階で開催。出演はおたっきぃ佐々木、長沢美樹（カラミティ・フォーセット役）。トークショーも開催された。
「いつか重なりあう未来へ」（テーマソング）発表会
1999年1月19日に四谷・文化放送のスタジオで開催。出演はおたっきい佐々木、Skr@tch、長沢美樹、榎本温子（ヴィオレ役）。ゲームのムービーが初公開された。
おたっきぃ佐々木断髪式
1999年春から同年7月への発売延期の責任を取り、1999年2月14日に文化放送前で行われた。
発売記念イベント
1. 1999年8月29日、アニメイト川越店にてトークショー＆ミニライブ＆サイン会を開催。出演はおたっきい佐々木、Skr@tch。
2. 1999年9月17 - 19日、「東京ゲームショウ'99秋」（幕張メッセ）の文化放送ブースにおいて製品を展示。また、一部のトークイベントに榎本温子やおたっきい佐々木が出演した。

## 関連商品
いつか、重なりあう未来へ オフィシャルガイド
発売日：1999年9月 / 発行：ソフトバンクパブリッシング（The PlayStation BOOKS） ISBN 4-7973-1041-3
いつか重なりあう未来へ [CD]
発売日：1999年1月21日 / 発売：ソニー・ミュージックエンタテインメント（現・ソニー・ミュージックレコーズ） / 品番：SRDL-4592
主題歌2曲を収録。
いつか重なりあう未来へ [CD]
発売日：1999年9月8日 / ソニー・ミュージックエンタテインメント / 品番：SRDL-4655
主題歌2曲を収録。「いつか重なりあう未来へ」はラジオエディット・バージョン。
Toshihiro Kawamoto Artworks The Illusives II 1996-2005
著者：川元利浩 / 発売日：2006年3月29日 / 発行：ソフトバンククリエイティブ ISBN 4-7973-3140-2
版権イラストを収録。